# 신디 발렌타인

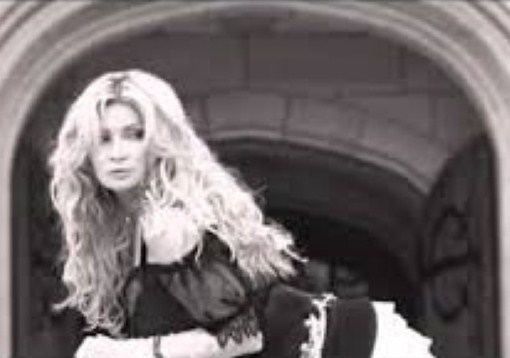

신디 발렌타인(Cindy Valentine, 1975년 8월 22일 ~ )은 미국의 작곡가, 배우, 싱어송라이터, 텔레비전 배우, 영화배우이다.
이탈리아에서 태어났다.

## 영화
- 미드나잇 대결전 (1991년)